# 一之瀬六樹
一之瀬 六樹（いちのせ むつき）は、日本のライトノベル作家である。

## 概要
第1回京都アニメーション大賞において、『お屋敷とコッペリア』で小説部門の奨励賞を受賞し作家デビュー。GA文庫大賞には2度ほど応募を行ったことがあり、評価シートの有用性を感じたことから投稿を続けた結果、第4回GA文庫大賞で『男子×男子×男子』が奨励賞を受賞、刊行にあたり『男子高校生のハレルヤ!』へと改題された。

## 作品一覧
- 『お屋敷とコッペリア』（イラスト: 北村絵美、2011年12月28日、KAエスマ文庫〈京都アニメーション〉、ISBN 978-4-9905812-3-7）[5]
- 『男子高校生のハレルヤ!』（イラスト: ありえこ、GA文庫〈SBクリエイティブ〉）[6]
- 『たまこまーけっと』（監修: 吉田玲子、イラスト: 堀口悠紀子、2013年4月8日、KAエスマ文庫〈京都アニメーション〉、ISBN 978-4-907064-03-7）[7]
- 『たまこラブストーリー』（監修: 吉田玲子、イラスト: 堀口悠紀子、2014年7月2日、KAエスマ文庫〈京都アニメーション〉、ISBN 978-4-907064-22-8）[8]